# Ampulex nigrocoerulea
Ampulex nigrocoerulea là một loài côn trùng cánh màng trong họ Ampulicidae, thuộc chi Ampulex. Loài này được de Saussure in Distant miêu tả khoa học đầu tiên năm 1892.